# Argylle
Argylle är en brittisk-amerikansk thriller- och actionfilm från 2024. Filmen är regisserad av Matthew Vaughn, efter ett manus skrivet av Elly Conway och Jason Fuchs som i sin tur är baserad på Fuchs outgivna roman med samma namn.
Filmen hade biopremiär i Sverige den 2 februari 2024, utgiven av Universal Pictures.

## Handling
Filmen kretsar kring superspionen Argylle som dock lider av minnesförlust. Han blir lurad att tro att han är en framgångsrik spionförfattare, men när hans minne återvänder ska han hämnas mot den organisation som han tidigare arbetade för.

## Rollista (i urval)
- Henry Cavill – Agent Argylle
  - Louis Partridge – Argylle som ung
- Bryce Dallas Howard – Elly Conway
- Sam Rockwell – Aidan Wilde
- Bryan Cranston – director Ritter
- Catherine O'Hara – Ruth Conway
- Sofia Boutella – Saba Al-Badr
- John Cena – Wyatt
- Samuel L. Jackson – Alfred Solomon
- Dua Lipa – LaGrange
- Ariana DeBose – Keira
- Rob Delaney – deputy director Powell
- Jing Lusi – Li Na[4]